# Alexis Dos Santos
Alexis Dos Santos (1971) es un director, productor, guionista y editor de cine argentino. Ha dirigido diversos cortometrajes y videoclips. Por su tipo de realizaciones está incluido en el movimiento cineasta gay conocido como el New Queer Cinema.

## Biografía
Dos Santos cursó estudios tanto en Buenos Aires como en Barcelona antes de instalarse en Londres donde estudió en la National Film and Television School a partir de 1998. De esa misma época datan sus primeros cortomatrajes como Meteoritos, Watching Planes, Axolotll, Snapshots y Sand.
En 2006 Dos Santos escribió y dirigió su primer largometraje, Glue (Glue: Historia adolescente en medio de la nada) sobre un joven argentino de 16 años proveniente de un hogar disfuncional que encuentra regocijo y aceptación en otros jóvenes de su edad, así como en el sexo y las drogas. Glue ganó una serie de premios, entre ellos MovieZone Award en el Festival Internacional de Cine de Róterdam en 2007. Dos años más tarde, dirigió Unmade Beds, una producción parcialmente financiada por la UK Film Council, que se estrenó en el Festival de Sundance 2009 y por la que fue nominada al Premio del Jurado en la sección de World Cinema / Dramatic. También fue proyectada en la Febiofest del 2010. Así mismo, en 2011 dirigió el mediometraje Random Strangers. para el proyecto Cinema Reloaded.

## Filmografía

### Como director y guionista

#### Largometrajes
- 2006: Glue - Historia adolescente en medio de la nada
- 2009: Unmade Beds

#### Cortometrajes
- 1997: Meteoritos
- 2001: Sand
- 2002: Axolotl

#### Mediometrajes
- 2011: Random Strangers

### Como editor
- 2013: Bends

### Como productor
- 1997: Meteoritos
- 2006: Glue
- 2013: Night

### Como actor
- 1997: Meteoritos
- 2009: Unmade Beds as Alejo

### Videos musicales
(Selective)
- 2011: Matt Fishel - "The First Time"

## Premios y nominaciones

### Glue
- 2006: Premio MovieZone en el Festival Internacional de Cine de Róterdam (IFFR)
- 2006: Premio a La mejor película local del Festival de Cine Independiente de Buenos Aires
- 2006: Premio a la Audiencia Joven en el Festival Tres Continentes de Nantes
- 2006: Nominado al Montgolfier de oro en el Festival Tres Continentes de Nantes
- 2007: Premio a la mejor película - World Cinema en el Festival Internacional de Cine LGTB de San Francisco

### Unmade Beds
- 2009: Nominado al Premio del Jurado - World Cinema / Dramatic en el Festival de Cine de Sundance
- 2009: Premio Flecha de Cristal en el Festival de Cine de Cine Europeo Les Arcs
- 2009: Premio a la Crítica Cinematográfica de Quebec y Mención Especial en el Festival del Nuevo Cine de Montreal